# 온달스네스 전투

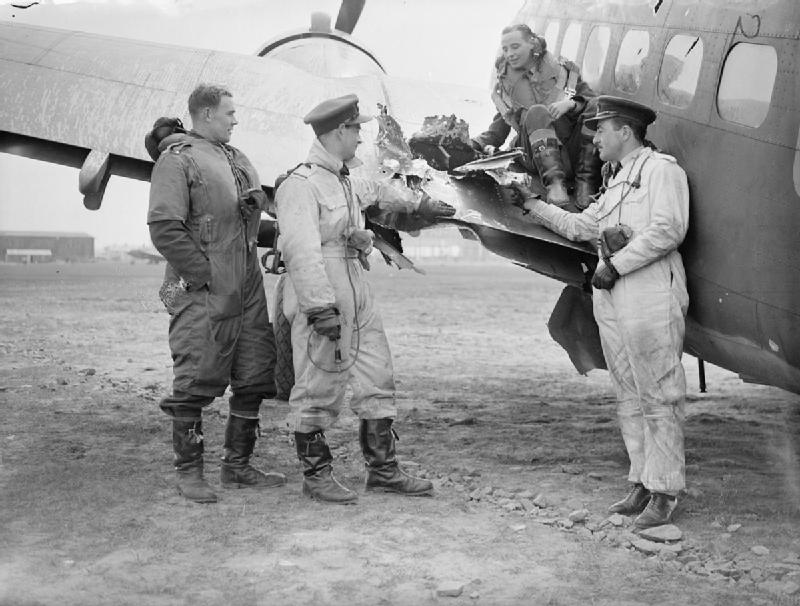

온달스네스 전투는 제2차 세계 대전중 노르웨이 전역에서 1940년 4월에 노르웨이의 온달스네스에서 일어난 전투이다.
나치 독일이 베저위붕 작전을 실행하고 1940년 4월 중반에 중부 노르웨이를 장악하는 작전으로 트론헤임과 함께 온달스네스로 상륙했다. 동부에 상륙한 남소스를 교두보로 진격했다.
내륙에서의 영국군의 진격을 막기 위해, 독일은 팔시름예거를 돔바스 전투에서 돔바스 마을과 철도 교차점에 4월 14일 착륙했다.
제공권이 부족하여, 온달스네스의 영국군은 1940년 5월에 후퇴했다.